# War (U2의 음반)
| 전문가 평가                   | 전문가 평가 |
| 평가 점수                     | 평가 점수   |
| 출처                          | 점수        |
| ----------------------------- | ----------- |
| AllMusic                      | [ 1 ]       |
| The Austin Chronicle          | [ 2 ]       |
| The A.V. Club                 | A−          |
| Chicago Tribune               | [ 4 ]       |
| Entertainment Weekly          | B+          |
| Pitchfork                     | 8.9/10      |
| Rolling Stone                 | [ 7 ]       |
| The Rolling Stone Album Guide | [ 8 ]       |
| Select                        | 5/5         |
| The Village Voice             | B+          |

《War》는 1983년 2월 28일, 아일랜드 레코드에 발매된 아일랜드의 록 밴드 U2의 세 번째 스튜디오 음반이다. 이 음반은 1982년 첫 번째 노골적인 정치 음반으로 간주되었는데, 부분적으로는 〈Sunday Bloody Sunday〉와 〈New Year's Day〉과 같은 노래들뿐만 아니라 이 밴드의 시대에 유래된 제목 때문이었다.
U2는 1982년 9월부터 11월까지 윈드밀 레인 스튜디오에서 프로듀서 스티브 릴리와이트와 함께 스튜디오에서 세 번째 연속 음반을 녹음했다. 초기 음반 《Boy》와 《October》의 중심 테마는 각각 청소년과 영성에 초점을 맞춘 반면, 《War》는 전쟁의 물리적 측면과 정서적 후유증에 초점을 맞추었다. 음악적으로, 그것은 또한 그 밴드의 이전 발표보다 더 가혹하다. 이 음반은 그 밴드가 "평화주의를 십자군원정으로 바꾼 음반"으로 묘사되어 왔다.
《War》는 마이클 잭슨의 《Thriller》를 영국 차트의 정상에서 제치고 그 밴드의 첫 번째 1위 음반이 되는 등 이 밴드의 상업적 성공이었다. 이 음반은 미국에서 12위에 올랐고, 이 밴드의 첫 번째 골드 인증 음반이 되었다. 발매 당시 영국 평론가들의 호응은 저조했지만, 《War》는 그 후 비판적인 찬사를 얻었다. 2012년 이 음반은 《롤링 스톤》이 선정한 "역사상 가장 위대한 음반 500장"에서 223위에 올랐다.

## 녹음
1982년 8월, 보노와 알리는 자메이카로 신혼여행을 갔다. 보노가 다가오는 음반의 가사를 작업한 것으로 알려지면서 전형적인 신혼여행이 아니었음이 주목되고 있다. 〈New Year's Day〉의 가사는 보노가 그의 아내를 위해 작곡한 사랑 노래에서 유래했지만, 이 노래는 폴란드 연대 운동에 의해 재구성되고 영감을 받았다., 밴드는 1982년 9월 더블린의 윈드밀 레인 스튜디오에서 프로듀서 스티브 릴리와이트와 함께 음반 녹음을 시작했고, 프로듀서와 함께 스튜디오에서 세 번째 연속 음반을 녹음했다.

## 곡 목록
모든 곡들은 U2에 의해 작사/작곡하였다.
| #  | 제목                     | 재생 시간 |
| -- | ------------------------ | --------- |
| 1. | 〈Sunday Bloody Sunday〉 | 4:38      |
| 2. | 〈Seconds〉              | 3:09      |
| 3. | 〈New Year's Day〉       | 5:38      |
| 4. | 〈Like a Song…〉         | 4:48      |
| 5. | 〈Drowning Man〉         | 4:12      |

| #   | 제목                       | 재생 시간 |
| --- | -------------------------- | --------- |
| 6.  | 〈The Refugee〉            | 3:40      |
| 7.  | 〈Two Hearts Beat as One〉 | 4:00      |
| 8.  | 〈Red Light〉              | 3:46      |
| 9.  | 〈Surrender〉              | 5:34      |
| 10. | 〈40〉                     | 2:36      |

## 인증
| 국가                                                  | 인증        | 판매량/출하량 |
| ----------------------------------------------------- | ----------- | ------------- |
| 오스트레일리아 (ARIA)                                 | 2× 플래티넘 | 140,000^      |
| 벨기에 (BEA)                                          | 플래티넘    | 50,000*       |
| 브라질 (Pro-Música Brasil)                            | 골드        | 100,000*      |
| 캐나다 (뮤직 캐나다)                                  | 3× 플래티넘 | 300,000^      |
| 프랑스 (SNEP)                                         | 2× 플래티넘 | 600,000*      |
| 독일 (BVMI)                                           | 골드        | 250,000^      |
| 네덜란드 (NVPI)                                       | 골드        | 50,000^       |
| 뉴질랜드 (RMNZ)                                       | 플래티넘    | 15,000^       |
| 스페인 (PROMUSICAE)                                   | 골드        | 50,000^       |
| 스위스 (IFPI 스위스)                                  | 골드        | 25,000^       |
| 영국 (BPI)                                            | 2× 플래티넘 | 600,000^      |
| 미국 (RIAA)                                           | 4× 플래티넘 | 4,000,000^    |
| 요약                                                  |             |               |
| 전 세계                                               | —           | 11,000,000    |
| *판매량을 기반으로 한 인증 ^출하량을 기반으로 한 인증 |             |               |